# Новоичинский сельсовет
Новоичинский сельсовет — сельское поселение в Куйбышевском районе Новосибирской области Российской Федерации.
Административный центр — село Новоичинское.

## История
Статус и границы сельского поселения установлены Законом Новосибирской области от 2 июня 2004 года № 200-ОЗ «О статусе и границах муниципальных образований Новосибирской области»

## Население
| 2002 | 2010 | 2012 | 2013 | 2014 | 2015 | 2016 |
| ---- | ---- | ---- | ---- | ---- | ---- | ---- |
| 864  | ↘644 | ↘623 | ↘617 | ↘607 | ↘597 | ↘585 |
| 2017 | 2018 | 2019 | 2020 | 2021 |      |      |
| ↘579 | ↘565 | ↘555 | ↘553 | ↘533 |      |      |

## Состав сельского поселения
| № | Населённый пункт | Тип населённого пункта       | Население |
| - | ---------------- | ---------------------------- | --------- |
| 1 | Антошкино        | посёлок                      | ↘13       |
| 2 | Заливной Луг     | посёлок                      | ↘57       |
| 3 | Медведкино       | посёлок                      | ↘83       |
| 4 | Назарово         | село                         | ↘66       |
| 5 | Новоичинское     | село, административный центр | ↘399      |
| 6 | Таганово         | деревня                      | ↘26       |